# Acervo Folha
O Acervo Folha é a coleção on-line e fac-símile de 90 anos de exemplares publicados pela Empresa Folha da Manhã desde 1921, quando foi fundada a Folha da Noite. Além das edições desse vespertino, o site permite também a consulta à Folha da Manhã, edição matutina criada em 1925; e Folha de S.Paulo, que resultou da fusão, desde 1º de janeiro de 1960, desses dois diários e da Folha da Tarde (1949-1959).
O acervo é resultado, em sua maior parte, da conversão dos exemplares em papel para o formato digital por intermédio da cópia em microfilme. Na sua estreia, registrou 25 mil acessos por hora, com picos de 10 mil acessos por segundo.
Cinco instituições detém os direitos de propriedade da coleção que compõe o acervo. Além da Folha, a Biblioteca Nacional, a Biblioteca Mário de Andrade, o Arquivo Público do Estado de São Paulo e o Instituto Histórico e Geográfico de São Paulo, todas instituições pública, possuem propriedade sobre algumas peças.